# Tourisme en Espagne
Le tourisme est un facteur économique important en Espagne. Dès 1962, le pays développe le tourisme de masse grâce à une campagne : « España es diferente ». Après la mort de Franco, l'Espagne devient la deuxième destination touristique au monde après la France. D'après l'organisation mondiale du tourisme, plus de 80 millions de touristes par an se rendent en Espagne. Cependant, elle se classe première en termes de séjours hôteliers, avec 299 millions de nuits.  

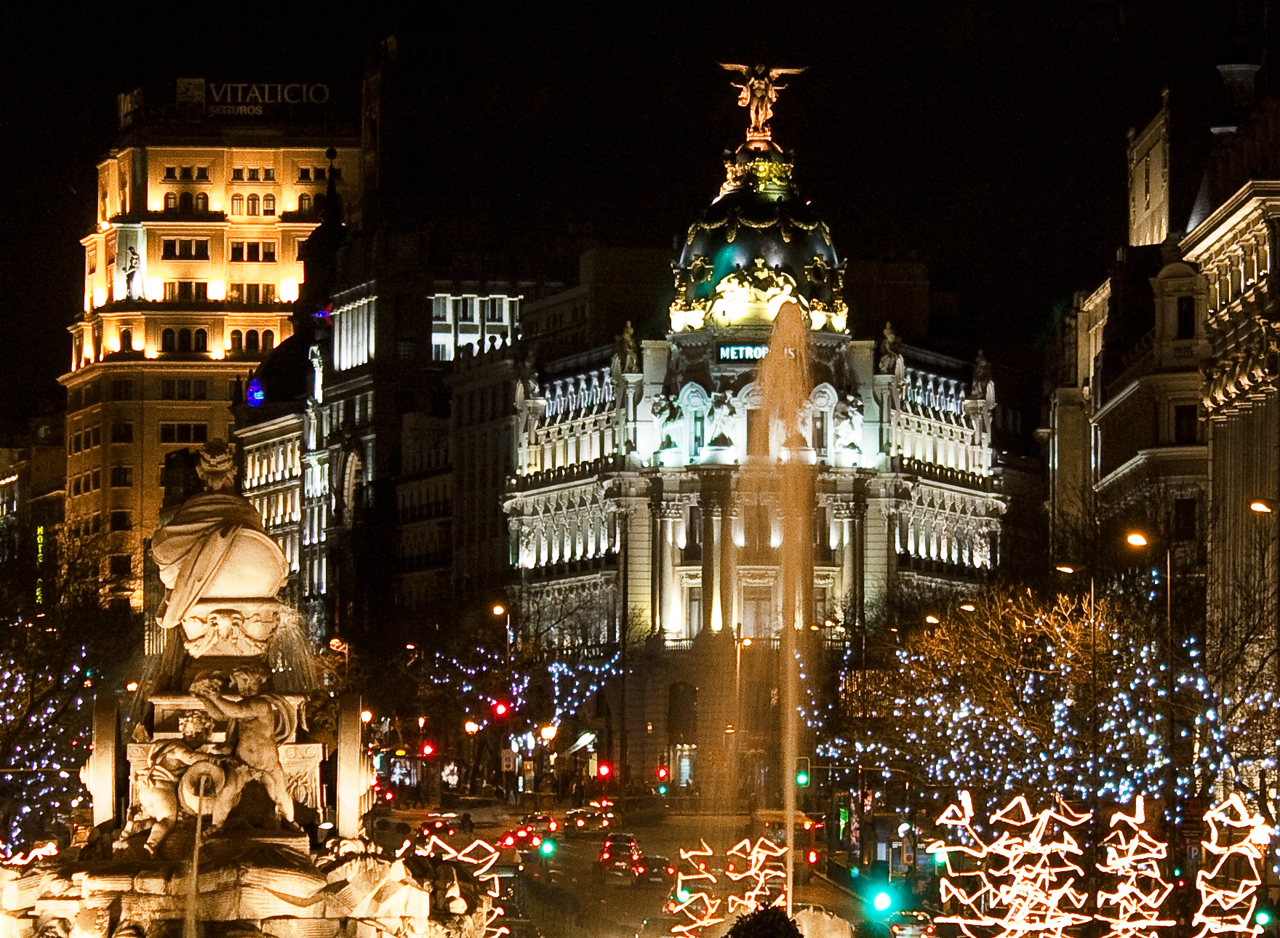
la Plaza de Cibeles à Madrid

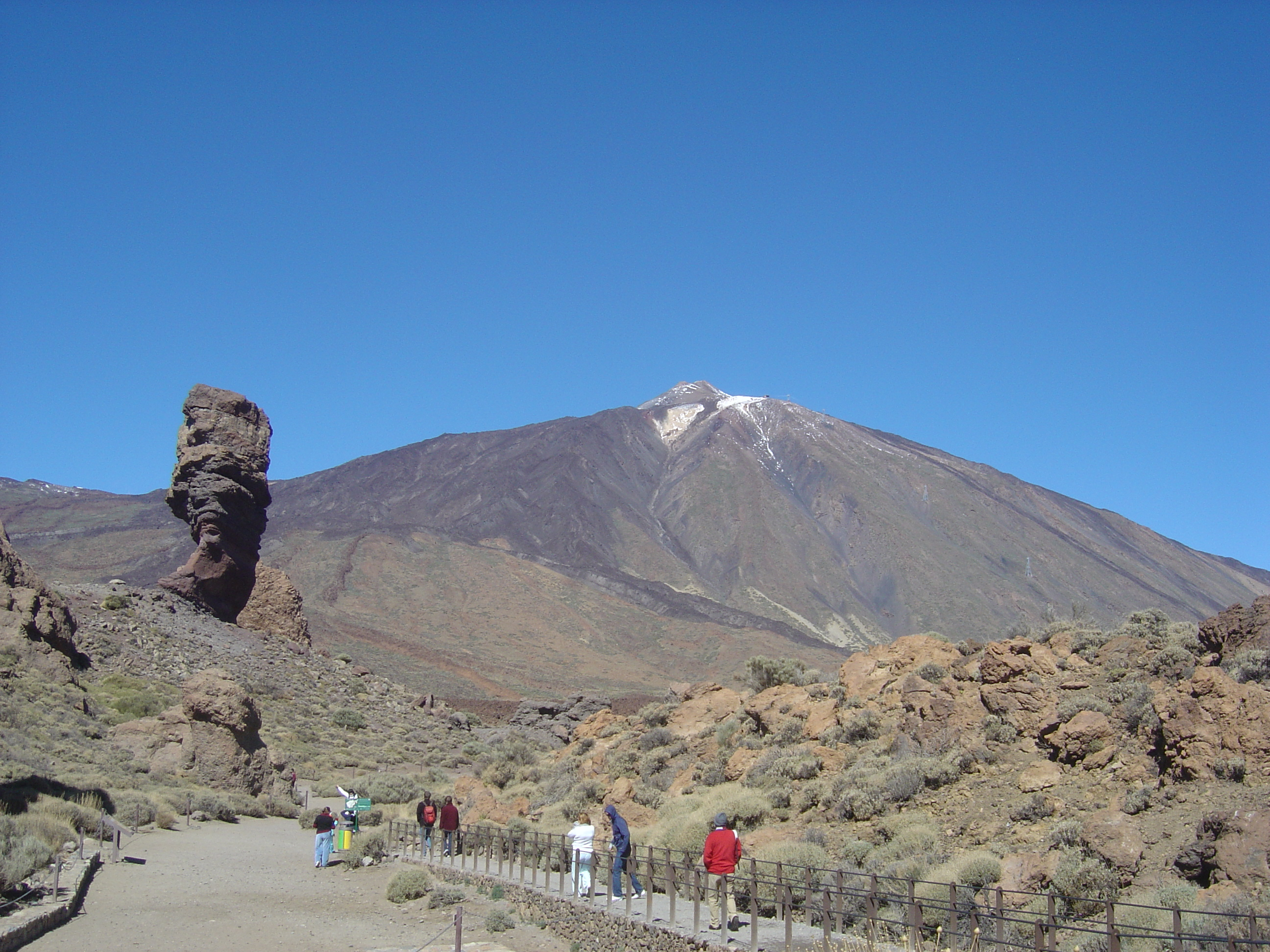
Teide à Tenerife. En 2016, il a été visité par 4079823 personnes, atteignant un niveau record,. Il fait aussi partie du parc national le plus visité d'Espagne et d'Europe et actuellement neuvième dans le monde,.

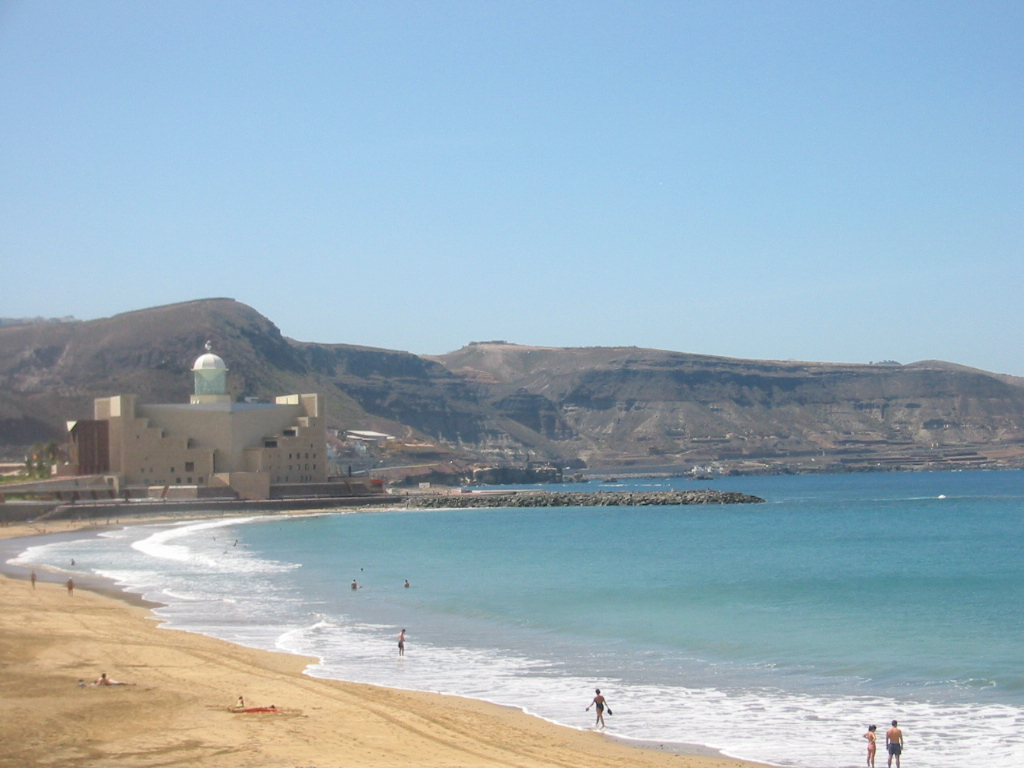
Plage de las Canteras à Las Palmas de Gran Canaria.

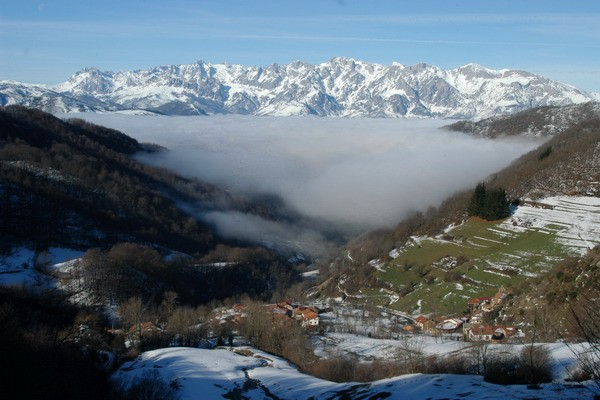
Parc national des Picos de Europa est un parc naturel situé au nord-ouest de l'Espagne.

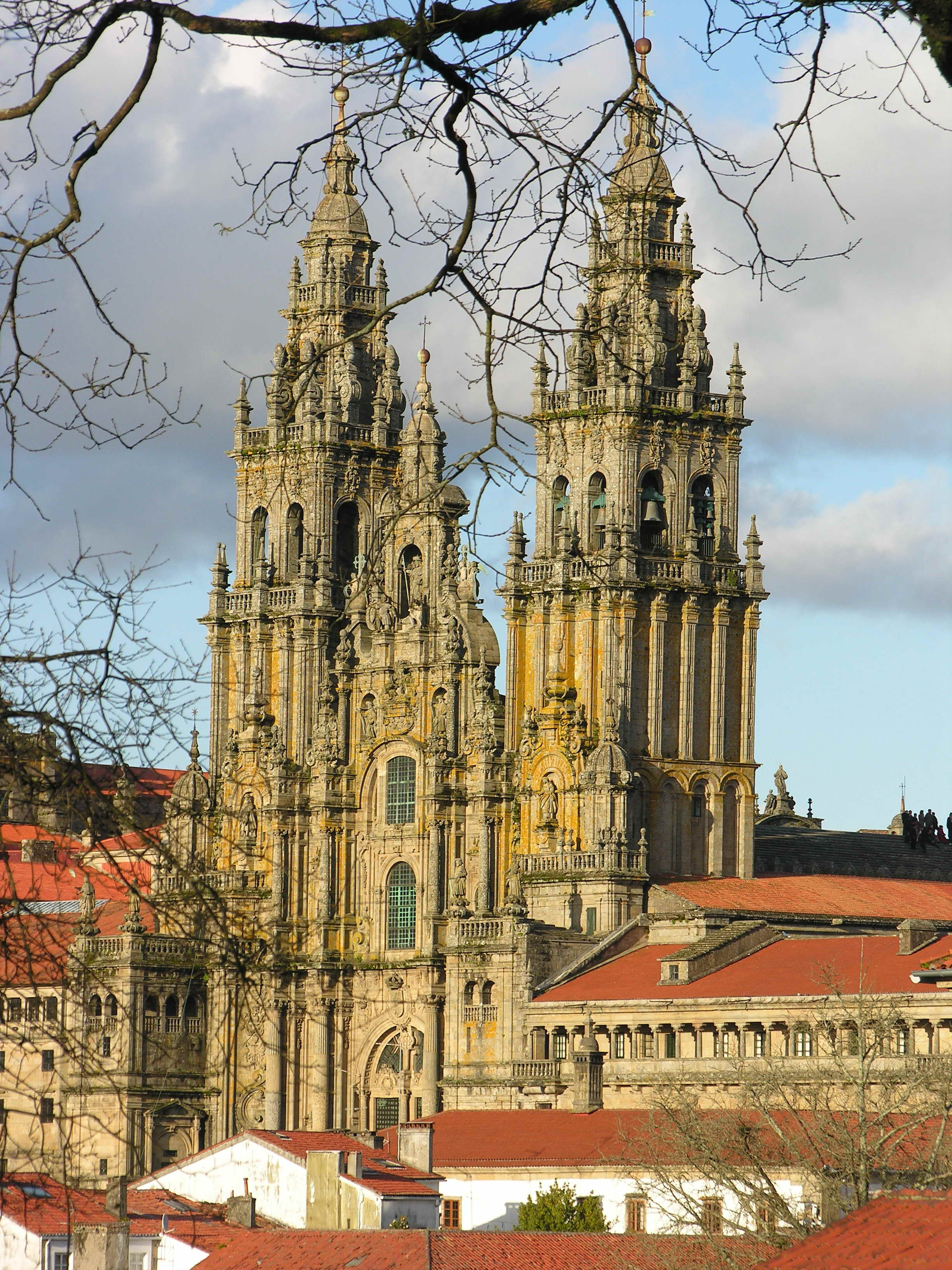
Cathédrale de Saint-Jacques-de-Compostelle (La Corogne, Galice)

Les destinations touristiques en Espagne incluent les deux plus grandes villes que sont Madrid et Barcelone, ainsi que d’autres villes plus petites comme Saint-Jacques-de-Compostelle, La Corogne, Vigo, Cordoue, Séville, Grenade, Malaga, Cadix, Almería, Salamanque, Léon, Ségovie, Valence, Bilbao, Saint-Sébastien, Murcie, Alicante, Oviedo, Gijón et Tolède. D'autres endroits sont visités pour leurs plages comme Rías Baixas, Salou, Benidorm, Majorque, Ibiza, Tenerife et les îles Canaries, la Communauté valencienne, la Catalogne et le golfe de Gascogne au nord de l'Espagne. L’Espagne présente plus généralement un patrimoine historique, culturel et gastronomique riche.
Le tourisme a un impact sur les milieux écologiques et les paysages (tourisme de masse entrainant une urbanisation importante), participe aux émissions de gaz à effet de serre (responsables du dérèglement climatique) et aux pollutions (air, sols, eaux), ainsi qu'aux nuisances sonores (avions...).

## Patrimoine mondial de l'UNESCO

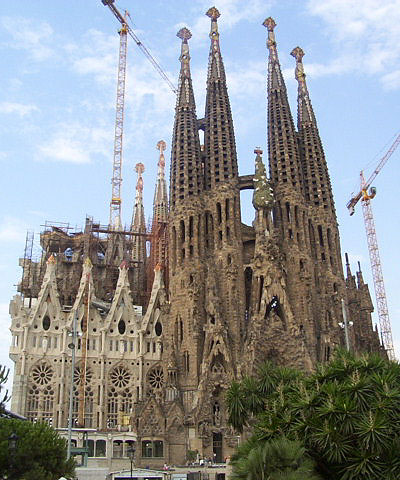
Temple expiatoire de la Sagrada Família à Barcelone.

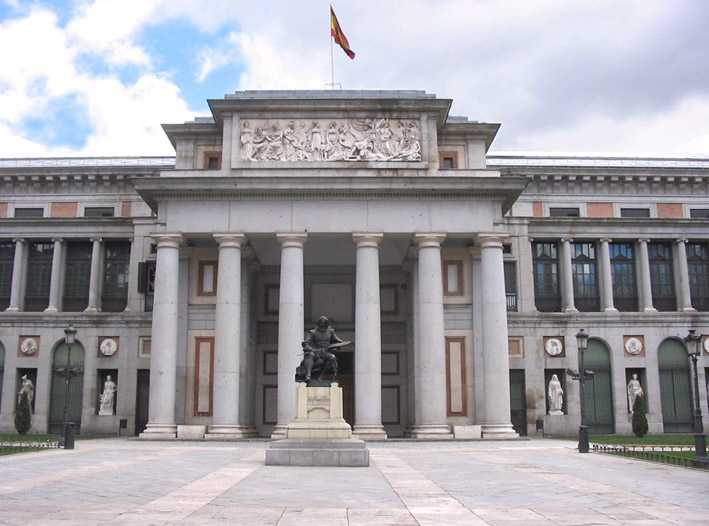
Musée du Prado à Madrid.

Vue du Palmeraie d'Elche.

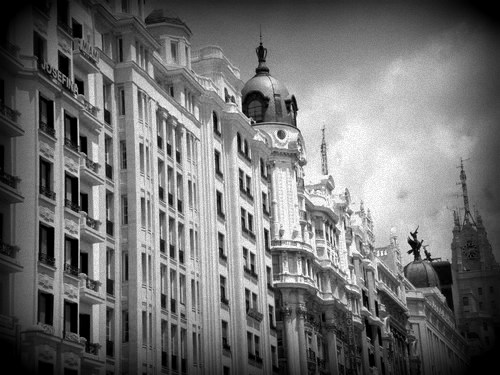
Gran Vía (Madrid)

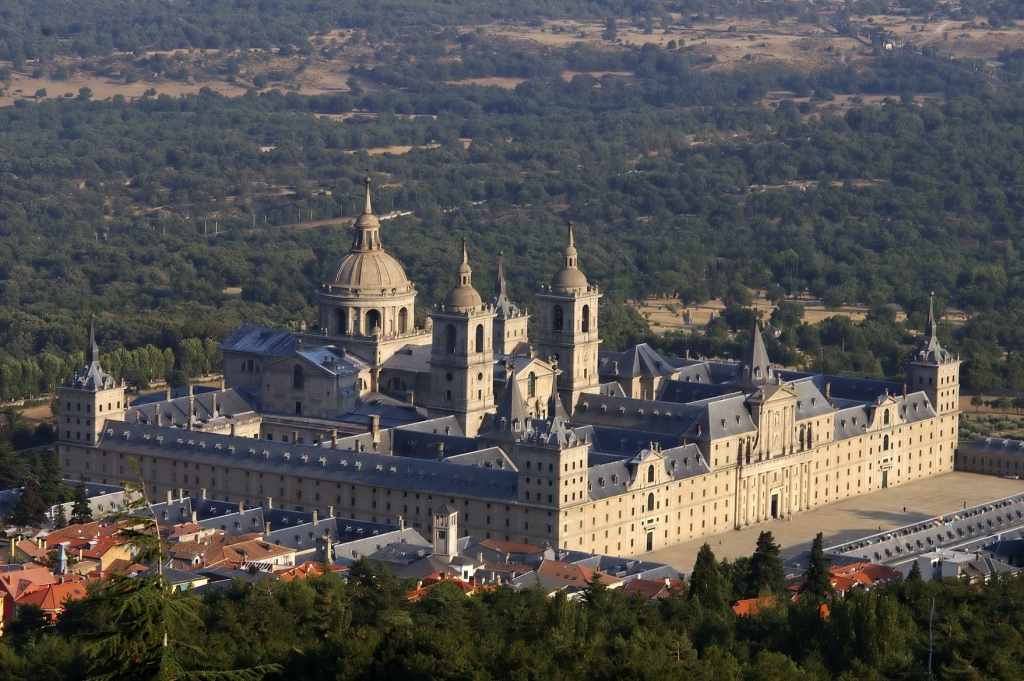
Monastère et site de l'Escurial

## Parcs nationaux
- Altamira
- Parc national de Garajonay
- Las Médulas
- Parc national des Picos de Europa
- Ordesa et Mont Perdu
- Aiguestortes et l'Étang de Saint-Maurice
- Parc national de Timanfaya (Lanzarote, îles Canaries)
- Parc national du Teide  (Tenerife, îles Canaries)

## Parcs de loisirs
Plusieurs parcs d'attractions jalonnent l'Espagne. Le plus connu, PortAventura Park, figure parmi les premiers parcs européens. Plus anonymes sur le plan international, Parque Warner Madrid, Terra Mítica et Isla Mágica ne bénéficient qu'indirectement du tourisme. Leur réputation est, avant tout, régionale et péninsulaire. Enfin, d'autres parcs tels que Parque de Atracciones de Madrid ou Parque de Atracciones de Zaragoza relèvent d'une fréquentation locale d'essence urbaine.
Le pays compte également une multitude de parcs aquatiques (Siam Park, Aqualand, Aquópolis, etc.) et divers parcs zoologiques. À Albinyana, Aqualeón combine ces deux types d'activité.

## Routes touristiques
- Vía de la Plata
- Chemin du Cid
- Chemin de Don Quichote
- Pèlerinage de Saint-Jacques-de-Compostelle

## Communes
- La Guardia
- Arcos de la Frontera
- Argamasilla de Alba
- Béjar
- Calabazanos
- Cadix
- Castro Urdiales
- El Puerto de Santa María
- Elche
- Grenade
- Grazalema
- La Orotava
- Lerma
- Llerena
- Melgar de Fernamental
- Oviedo
- Pontevedra
- Redondela
- Rías Baixas
- Roncevaux
- Ronda
- Saint-Jacques-de-Compostelle
- Saint-Sébastien
- Sanlúcar de Barrameda
- Sangüesa
- Santoña
- Séville
- Sitges
- Tarifa
- Vigo
- Viveiro

## Monuments
- Muraille de Lugo
- Cathédrale de Tui
- Cathédrale Sainte-Marie de Burgos
- Cathédrale San Salvador d'Oviedo
- Cathédrale de Valladolid
- Cathédrale Santa María de Vitoria

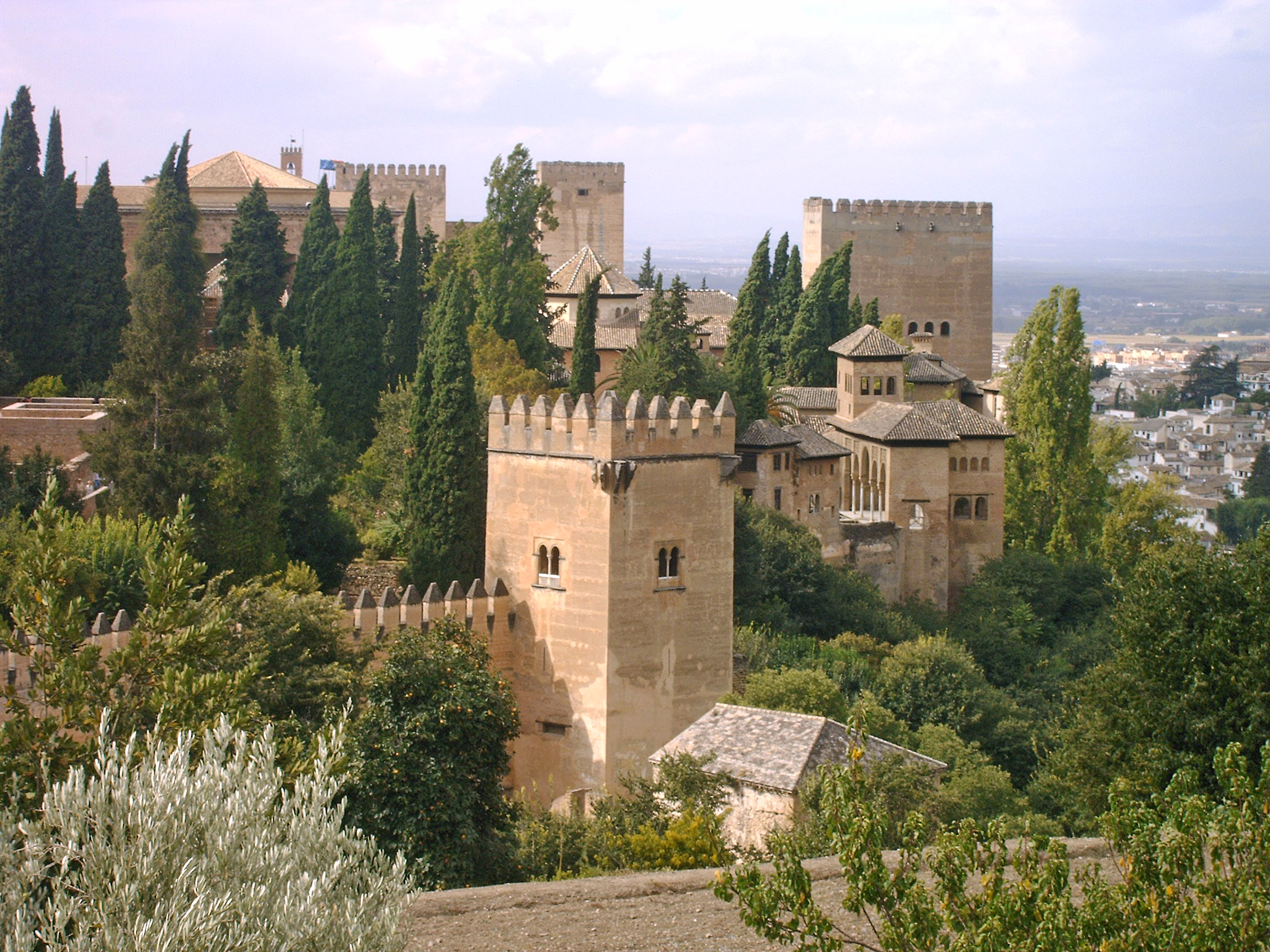
L’Alhambra de Grenade vue depuis les jardins du Généralife.

- Église Saint-Jean-Baptiste de Baños de Cerrato
- Château de Calatrava la Nueva
- Abbaye de Huerta
- Alhambra
- Monastère de Poblet
- Grande Mosquée de Cordoue
- Monastère royal de las Huelgas de Burgos
- Sagrada Familia
- Basilique de Nuestra Señora del Pilar de Saragosse

### Liens internes

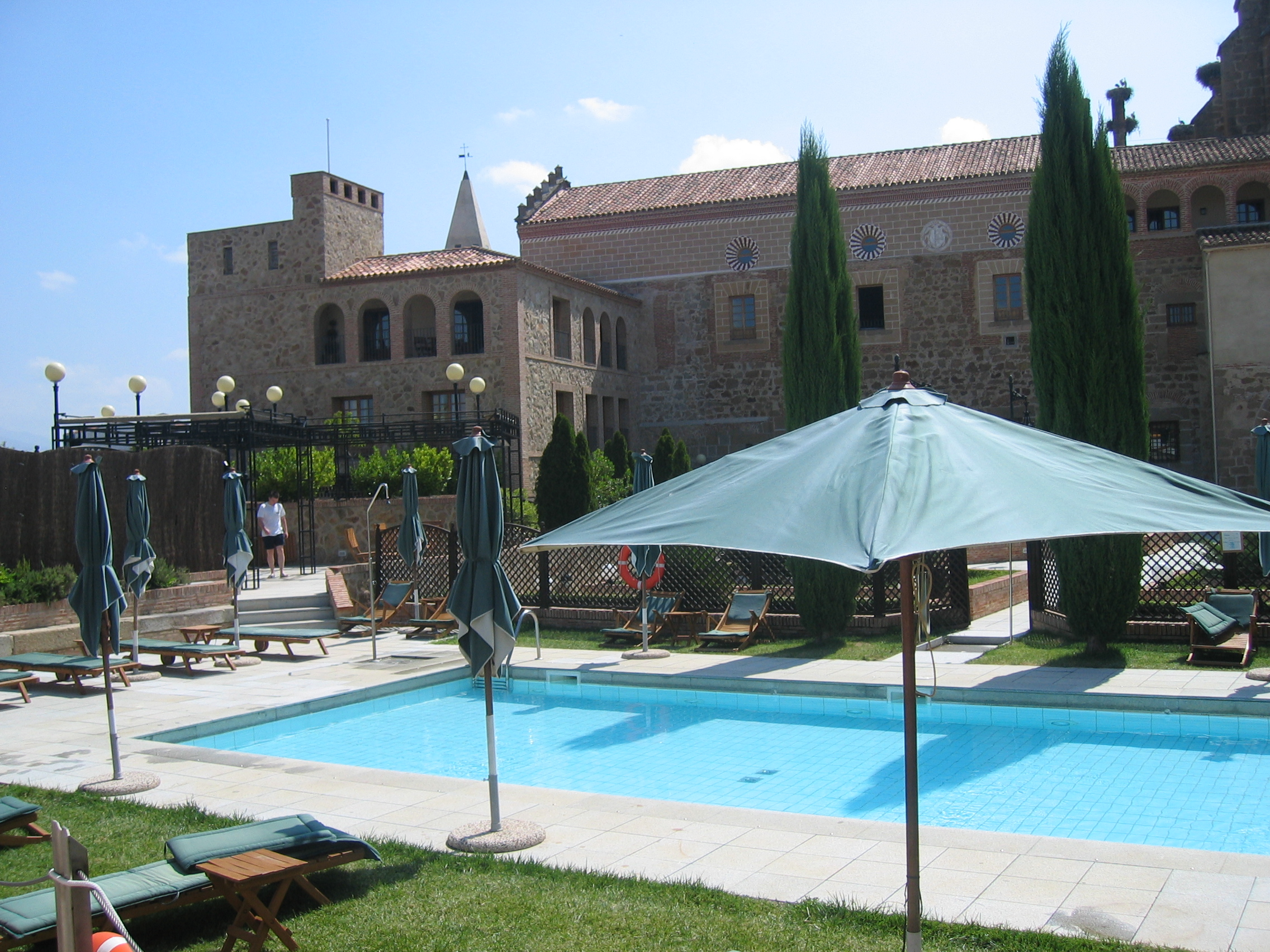
Piscine du parador de Plasencia.